# Szkoła Średnia przy Ambasadzie Rosji

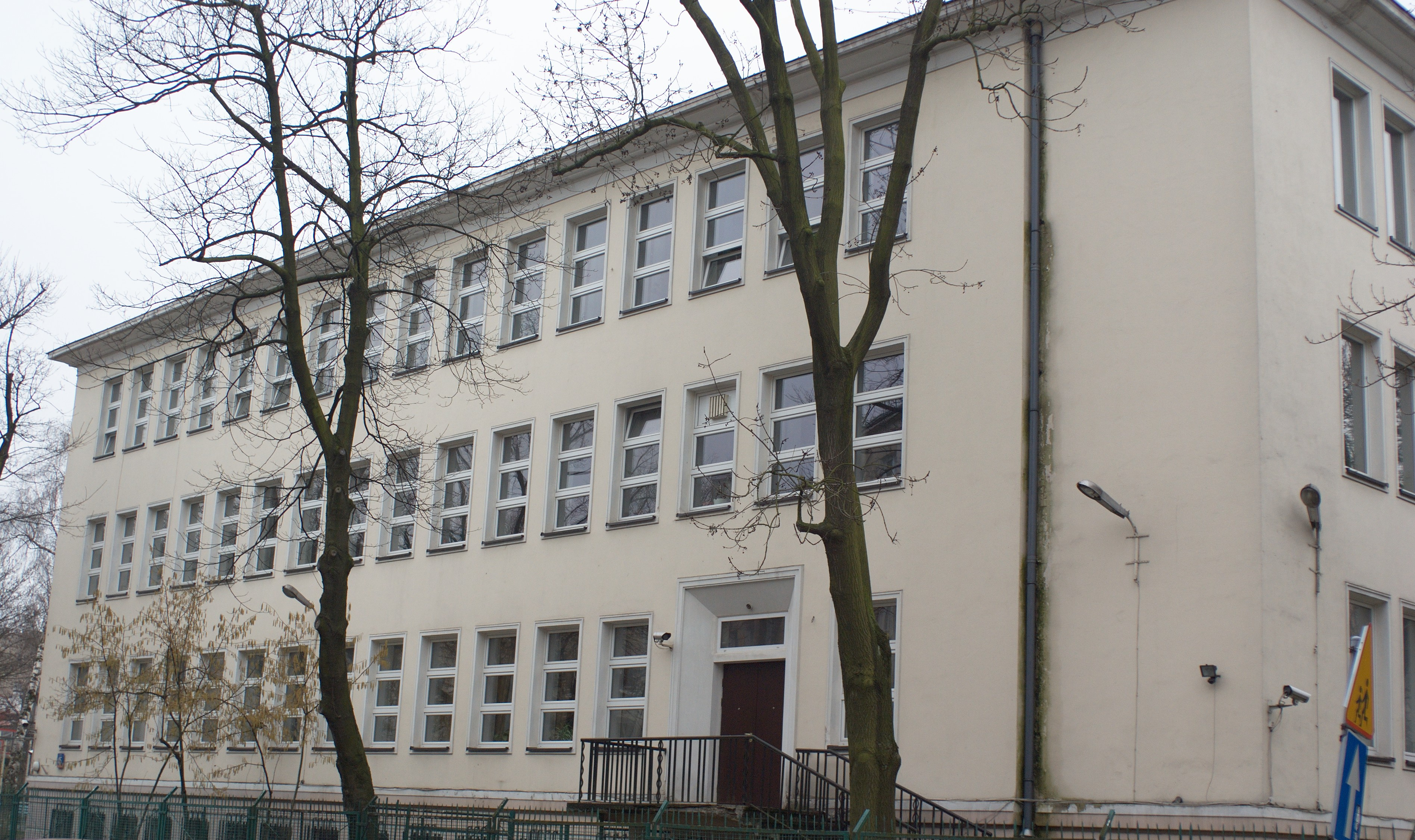
b. siedziba Szkoły przy Ambasadzie Rosji przy ul. Kieleckiej (-2022)

Szkoła Średnia przy Ambasadzie Rosji, Szkoła Średnia Ogólnokształcąca przy Ambasadzie Federacji Rosyjskiej w Rzeczypospolitej Polskiej (Средняя школа при Посольстве России в Польше, Средняя общеобразовательная школа при Посольстве Российской Федерации в Республике Польша) – początkowo radziecka, a następnie rosyjska placówka oświatowa w Warszawie.
Szkoła została utworzona uchwałą Rady Ministrów ZSRR z 1953 na bazie średniej szkoły rosyjskiej i internatu Ministerstwa Obrony Narodowej PRL, gdzie uczyły się dzieci radzieckich oficerów służących w Wojsku Polskim, i które przekazało decyzją ówczesnego szefa Sztabu Generalnego budynek i wyposażenie w niezwłoczne bezpłatne użytkowanie z dniem 15 grudnia tegoż roku Ambasadzie ZSRR. Miały się w nim uczyć dzieci pracowników radzieckich przedstawicielstw w Polsce. Od wczesnych lat 60. do szkoły uczęszczały też dzieci pracowników przedstawicielstw Bułgarii, Rumunii, Węgier, NRD, Czechosłowacji, Jugosławii, Mongolii, Korei Północnej, Wietnamu, Kuby, jak i Polski. Obecnie w szkole kształcą się dzieci i młodzież z 14 krajów. Organizacyjnie szkoła wchodzi w skład Ambasady Rosji. Jej organem założycielskim jest Ministerstwo Spraw Zagranicznych Federacji Rosyjskiej. Szkołę opuściło ponad 2000 absolwentów.

## Siedziba
Szkoła mieściła się w budynku, który przed wojną należał do Jana Kiepury przy ul. Kieleckiej 45 róg ul. Rakowieckiej (-2022). W pewnym czasie zajęcia odbywały się też przy ul. Sobieskiego 97a (1991). Obecnie przeniesiono ją na ul. Beethovena 3 (2022-).

## Zamknięcie szkoły i przekazanie Skarbowi Państwa
29 kwietnia 2023 rano przed budynkiem szkoły pojawili się policjanci. Polskie władze dały czas do godziny 18 pracownikom szkoły przy Ambasadzie Rosji w Warszawie na opuszczenie budynku, które na mocy wyroków sądów powinno zostać przekazane Skarbowi Państwa.